# Montagne-saint-émilion
Le montagne-saint-émilion est un vin rouge français d'appellation d'origine contrôlée produit sur la commune de Montagne et ses hameaux Parsac et Saint-Georges.
L'appellation produit exclusivement du vin rouge, et si presque tous les cépages bordelais peuvent y être utilisés (cabernet sauvignon, cabernet franc, merlot, côt, etc.), c'est le merlot qui prédomine nettement. L'appellation de ce vin a comme particularité d'être un vin girondin qui porte le nom du pire adversaire des girondins, la Montagne, c'est donc un vin au nom révolutionnaire; mais c'est aussi un vin qui porte, comme plusieurs autres vins français, un nom de saint, l'ermite Émilion de Combes, mort à Combes vers 767 (la localité porte aujourd'hui son nom).

## Historique
Au tout début du XXe siècle, la surproduction et des pratiques douteuses ont comme conséquence la création des appellations d'origine. Dans le Libournais, les viticulteurs de Saint-Émilion essayent d'interdire à leurs collègues des communes voisines de vendre leurs vins sous le nom saint-émilion. Le 24 novembre 1921, le tribunal civil de Libourne limite l'aire d'appellation d'origine saint-émilion à l'ancienne juridiction, ce qui exclut Lussac, Montagne, Parsac, Puisseguin et Saint-Georges. Le même jour, le tribunal autorise les producteurs de ces communes à ajouter « Saint-Emilion » après le nom de leur commune pour la commercialisation des vins (confirmé par la cour d'appel de Bordeaux le 26 février 1923).
L'appellation montagne-saint-émilion est créée officiellement par le décret du 14 novembre 1936, concernant le vin rouge produit sur la commune de Montagne. Le même jour, un autre décret créé l'appellation contrôlée « Parsac Saint-Emilion », concernant la commune voisine de Parsac. En janvier 1973, les communes de Saint-Georges, de Montagne et de Parsac fusionnent, sous le nom de Montagne: l'appellation parsac-saint-émilion disparait au profit du montagne-saint-émilion, tandis que le saint-georges-saint-émilion continu d'être produit.
Le cahier des charges de l'appellation est modifié en 2009, puis en 2011 et en 2019.

## Vignoble
| \| Bordeaux Montagne-saint-émilion \| Localisation de l'appellation · au sein du vignoble de Bordeaux. |
| Bordeaux Montagne-saint-émilion                                                                        |

Le vignoble produisant le montagne-saint-émilion se situe dans le département de la Gironde, dans la partie du vignoble de Bordeaux appelée le Libournais. Il est dans le prolongement nord de Saint-Émilion sur la rive droite de la Barbanne, l'aire de production couvrant l'essentiel de la commune de Montagne, mis à part les fonds de vallons (les pallus). En 2005, une surface de 1 570 hectares plantés en vigne ont été revendiqués ; en 2023, 1 567 ha.

### Géologie
Le socle géologique de l’appellation d’origine contrôlée montagne-saint-émilion est constitué d’un soubassement tertiaire constitué de dépôts calcaires constitués lors de transgressions marines de l'Oligocène. C’est sur le plateau calcaire que se sont construits les villages de Montagne, Saint-Georges et Parsac. Dans la partie ouest de la commune, durant le Quaternaire, la rivière l'Isle est à l’origine de dépôts alluviaux constituant des terrasses sablo-graveleuses, tandis qu’au nord-est et au sud-est, en pied de coteau, on trouve des sols, issus de la roche-mère détritique, de texture sablo-argileuse ou sablo-limoneuse et présentant quelques graviers,.
La majeure partie des paysages de l’appellation montagne-saint-émilion est ainsi caractérisée par des coteaux de sols argilo-calcaire sur calcaire à Astéries, bénéficiant de belles expositions. Ces coteaux sont généralement couverts de vignobles, ponctués de quelques bosquets.

### Encépagement
Traditionnellement, les montagne-saint-émilion sont des vins d'assemblage de différents cépages, les trois principaux étant le merlot N, le cabernet franc N (ou bouchet) et le cabernet sauvignon N.
La répartition des cépages est la suivante :
- le merlot est le cépage le plus représenté (plus de 75 % de l'encépagement). C'est un cépage précoce de deuxième époque, il apprécie le caractère frais et humide des sols à texture argileuse. Il mûrit bien et apporte au vin de la couleur, une bonne richesse alcoolique, une bonne complexité ainsi que de la souplesse et de la rondeur en bouche.
- Le cabernet franc est essentiellement planté dans le Libournais, il représente près de 20 % de l'encépagement. De précocité moyenne, il est plus utilisé sur les sols calcaires ou à texture un peu plus chaudes (sables et graves). Il apporte au vin une finesse aromatique légèrement épicée, une fraîcheur et une structure tannique, conférant au vin une grande aptitude de vieillissement.
- Le cabernet sauvignon, représentant environ 5 % de l'encépagement, est un cépage tardif particulièrement adapté aux sols chauds et secs (gravelo-sableux ou sols argilo-calcaires bien exposés). Il apporte au vin des notes épicées, complexes et une richesse tannique favorable à une conservation longue et harmonieuse.

Le cahier des charges de l'AOC montagne-saint-émilion permet également l'utilisation de trois autres cépages : le malbec N (ou côt) comme 4e cépage principal, la carménère et le petit verdot comme cépages accessoires. Parmi eux, seul le malbec est encore anecdotiquement utilisé. La carménère et le petit verdot ne peuvent, ensemble, pas dépasser 10 % de l'encépagement.

### Rendement
Le rendement maximal autorisé par le cahier des charges est de 53 hectolitres par hectare, avec comme rendement butoir 65 hectolitres par hectare. Avant tout enrichissement ou concentration, les raisins doivent avoir au moins 194 grammes par litre de moût pour le merlot N et 180 grammes par litre de moût pour les autres cépages. Le vin doit présenter après fermentation un degré alcoolique minimum de 11 % vol.
Les rendements moyens déclarés récemment sont :
| Année | Superficie (ha) | Production (hl) | Rendement (hl/ha) |
| ----- | --------------- | --------------- | ----------------- |
| 2019  | 1 472           | 71 310          | 48                |
| 2020  | 1 458           | 64 804          | 44                |
| 2021  | 1 438           | 55 374          | 39                |
| 2022  | 1 436           | 77 931          | 54                |
| 2023  | 1 415           | 70 700          | 50                |
| 2024  | 1 507           | 57 740          | 38                |

## Vins

### Hiérarchie des prix
Le prix de vente des vignes ayant droit aux quatre appellations satellites est officiellement en 2023 de 80 000 euros l'hectare en moyenne (variant entre 40 000 et 110 000), ce qui est en-dessous des prix pratiqués pour du saint-émilion, dont l'hectare est à 270 000 € (de 180 000 à 5 000 000), mais bien plus que pour un hectare de bordeaux rouge à 9 000 €/ha (de 4 000 à 17 000) ou de la terre agricole en Gironde qui est à une moyenne de 7 590 €/ha.
Pour une comparaison entre les appellations, on peut prendre les prix pratiqués (en € pour une tonneau de 900 litres) officiellement pour le calcul des fermages en 2023, qui fournissent une hiérarchie:
- 833,5 € (92,5 €/hl) pour du bordeaux rouge ;
- 1 098 € (122 €/hl) pour du côtes-de-bordeaux ;
- 2 008 € (223 €/hl) pour du lussac-saint-émilion ;
- 2 299 € (255,5 €/hl) pour du montagne-saint-émilion ou du saint-georges-saint-émilion ;
- 2 428 € (270 €/hl) pour du puisseguin-saint-émilion ;
- 3 708 € (412 €/hl) pour du saint-émilion ;
- 9 230 € (1 025,5 €/hl) pour du pomerol.

Les prix dans le commerce sont évidemment bien plus élevés, variant considérablement en fonction du nom du producteur.

### Gastronomie
Le montagne-saint-émilion revêt une robe rubis qui, parfois, se teinte de nuances sombres, annonciatrices d'un solide potentiel d'évolution.
Il déploie une large palette de parfums – cassis, cuir, pruneau, cerise, sous-bois, poivron, mûre, réglisse et gibier – accompagnés de notes de café torréfié et de chocolat héritées de l'élevage sous bois. Des arômes parfois surprenants de fruits confits marquent l'influence du millésime.
Le montagne-saint-émilion est soutenu par des tanins puissants et mûrs. Bien enrobé, il révèle une ampleur et une complexité typiques de l'appellation. La finale est séduisante par sa fraîcheur, ses arômes épicés, son côté fruité et sa persistance.
Il accompagne la charcuterie, terrine, poisson (saumon, rouget), cannette aux cerises, cassoulet, carré d’agneau, fromages (brie, pont-l’évêque, roquefort) et le soufflé au chocolat.